# Бартон, Дэвид Нокс
Дэ́вид Нокс Ба́ртон (англ. David Knox Barton; 21 сентября 1927, Гринуич, Коннектикут — 11 февраля 2023, Хановер, Нью-Гэмпшир) — американский учёный в области радиолокации, член IEEE. Внёс значительный вклад в такие области как ПВО, системы самонаведения ракет, системы наблюдения за полем боя, управление воздушным движением и другие. Большое влияние оказал на ход разработок моноимпульсных радаров, системы предупреждения о ракетном нападении, радаров наземного базирования и систем отслеживания низковысотных целей. Стоял у истоков создания ЗРС «Пэтриот».

## Биография
Родился в 1927 году в г. Гринуич, штат Коннектикут, США.
В 1949 году получил степень бакалавра физики в Гарвардском университете. С 1949 по 1984 год занимал должности как в правительственных организациях, так и в частных компаниях, включая Корпус связи (моноимпульсный радар AN/FPS-16), получал назначения в лаборатории White Sands Missile Range Laboratory и Evans Signal Laboratory, работал в RCA (1955—1963) и Raytheon. В 1960 году его разработка, радар AN/FPS-49 для системы предупреждения о ракетном нападении, был принят на вооружение на Аляске и Великобритании (заменены только спустя 40 лет службы на более новые радары).
С 1963 по 1984 год работал научным консультантом в компаниях Raytheon Company (Уэйленд) и Bedford (штат Массачусетс), где изобрёл радиоуправляемую систему посадки AN/TPS-19 для ВВС США.
С 1984 по 2004 год Бартон работал вице-президентом по инженерии в компании ANRO Engineering. Его работа включала как исследование зарубежных радиолокационных технологий, так и консультации в области радиолокации для нескольких крупных аэрокосмических компаний.
Также читал лекции по радиолокации по программе Continuing Engineering Education Program в Университете Джорджа Вашингтона. В 1958 году впервые за историю существования награды получил RCA’s David W. Sarnoff Award за выдающиеся достижения в инженерном деле.
В 1961 году Бартон был награждён M. Barry Carlton Award от организации IRE Professional Group в области военной электроники. В 1964 году награждён IEEE Centennial Medal, а в период с 1987 до 1988 года был удостоен звания «distinguished microwave lecturer» («выдающийся лектор в области микроволн») технического комитета IEEE MTT-9.
В период с 1979 по 1982 год он также входил в состав Air Force Studies Board Национальной академии наук США. С 1989 по 1993 год Бартон был членом Air Force Scientific Advisory Board. По состоянию на 1994 год Д. К. Бартон являлся членом наблюдательного совета лаборатории Army Research Laboratory.
Член IEEE. Внёс большой вклад в успех IEEE Aerospace and Electronic Systems Society Radar Systems Panel и оказал помощь в проведении IEEE International Radar Conference.
С 1975 года Бартон являлся редактором серии книг «Радары» издательства Artech House.
Дэвид Нокс Бартон скончался 11 февраля 2023 в возрасте 95 лет.

## Награды
- RCA’s David W. Sarnoff Award за выдающиеся достижения в инженерном деле (1958; впервые за историю этой награды)
- IEEE Barry M. Carlton Award (1961)
- IEEE Centennial Medal[англ.] (1964)
- IEEE Third Millennium Medal
- IEEE Dennis J. Picard Medal (2002; за технологии и практическое применение радаров[4])
- Премия Лео Силарда (2005)

## Прочие факты
На МАКС-1995 состоялась встреча двух учёных: американского специалиста в области радиолокации Бартона, и генерального конструктора А. А. Леманского, во время которой Бартон, как учёный, признал превосходство СССР и России в области разработки фазированных антенных решёток и РЛС. По результатам своей поездки в Россию, Бартон в своей статье в журнале «Microwave Journal» дал высокую оценку системе С-300ПМУ.